# Dận Kỳ
Doãn Kỳ (chữ Mãn: ᠶᡡᠨ ᠴᡳ, chữ Hán: 允祁, bính âm: Yūn Ci; 14 tháng 1, 1714 - 31 tháng 8, 1785), là Hoàng tử thứ 23 tính trong số những người con sống tới tuổi trưởng thành của Thanh Thánh Tổ Khang Hi Đế.

## Tiểu sử
Doãn Kỳ nguyên danh là Dận Kỳ (chữ Mãn:ᡳᠨ ᠴᡳ, chữ Hán: 胤祁, bính âm: In Ci), sinh giờ Mão ngày 28 tháng 11 (âm lịch) năm Khang Hi thứ 52 (1713), là con trai duy nhất của Tĩnh tần. Sau khi Ung Chính Đế lên ngôi ông đổi tên thành Doãn Kỳ để tránh kỵ huý.
Năm Ung Chính thứ 8 (1730), tháng 2, ông được phong tước Phụng ân Trấn quốc công. Năm thứ 13 (1735), tháng 10, ông được tấn phong Đa La Bối lặc. Năm Càn Long thứ 9 (1744), tháng 4, ông bị phái đi thủ Cảnh Lăng. Năm thứ 23 (1758), ông bị giáng xuống Cố Sơn Bối tử. Năm thứ 42 (1777), ông lại bị giáng xuống Phụng ân Trấn quốc công. Ba năm sau (1780) phục phong Bối tử rồi thăng lại Bối lặc năm 1782. Năm Càn Long thứ 49 (1784), tháng 11 ông gia hàm Quận vương, sau khi qua đời được truy thuỵ là Thành Bối lặc (诚贝勒), thọ được 72 tuổi.

## Gia thất

### Thê thiếp
- Đích Phúc tấn: Phú Sát thị (富察氏), con gái của Tư Vũ Nạp Tư Thái (司务纳思泰).
- Trắc Phúc tấn:
  - Trương thị (张氏), con gái của La Mật (罗密).
  - Tương thị (襄氏), con gái của Thất phẩm Điển vệ Tương Trình Thụy (襄呈瑞).
- Thứ thiếp: 
  - Mạnh thị (孟氏), con gái của Lão Cách (老格).
  - Lý thị (李氏), con gái của Lý Thành (李成).
  - Giang thị (江氏), con gái của Thuyên Trụ (拴柱).
  - Từ thị (徐氏), con gái của Nhị Thế Sắc (二达色).
  - Khương thị (姜氏), con gái của Khương Tam Kiệt (姜三杰).
  - Hùng thị (熊氏), con gái của Hùng Doanh Phú (熊营富).
  - Vương thị (王氏), con gái của Vương Ngũ (王伍).
  - Cao thị (高氏), con gái của Cao Nghi Hồ (高宜瑚).
  - Mã thị (马氏), con gái của Phú Lặc Hách (富勒赫).

### Hậu duệ

#### Con trai
1. Hoằng Chiêu (弘昭; 1731 - 1735), chết yểu, mẹ là Trương thị.
2. Hoằng Xiêm (弘昑; 1733 - 1781), mẹ là Trương thị, được phong Phụng quốc Tướng quân, có 9 con trai.
3. Hoằng Lượng (弘亮; 1746 - 1813), mẹ là Lý thị, được phong Phụng quốc Tướng quân, có 12 con trai.
4. Hoằng Thuần (弘纯; 1754 - 1756), chết yểu, mẹ là Lý thị.
5. Hoằng Khiêm (弘谦; 1764 - 1816), mẹ là Khương thị, trước phong Bối tử, sau thăng Bối lặc, có 3 con trai.
6. Hoằng Bái (弘霈; 1772 - 1801), mẹ là Cao thị, được phong Phụng ân Tướng quân, có 2 con trai.
7. Hoằng Thiện (弘善; 1773 - 1824), mẹ là Vương thị, được phong Phụng ân Phụ quốc công, có 2 con trai.

#### Con gái
1. Trưởng nữ (1731 - 1733), chết yểu, mẹ là Mạnh thị.
2. Nhị nữ (1741 - 1828), được phong Hương quân, mẹ là Tương thị, hạ giá lấy Cáp Đạt (哈达) Công tước của Khoa Nhĩ Thấm.
3. Tam nữ (1744 - 1777), được phong Hương quân, mẹ là Tương thị, hạ giá lấy Tố Nguyên (素木鲁源) thuộc Tố Mộc Lỗ thị (素木鲁氏).
4. Tứ nữ (1745 - 1749), chết yểu, mẹ là Tương thị.
5. Ngũ nữ (1748 - ?), mẹ là Giang thị, hạ giá lấy Thai cát Sắc Nhĩ Đạt Sắc Vượng (色尔达色旺) của Ngao Hán bộ.
6. Lục nữ (1753 - ?), mẹ là Trương thị, hạ giá lấy Khô Bàng (枯蒙) của tộc Hách Xá Lý thị.
7. Thất nữ (1760 - 1764), chết yểu, mẹ là Từ thị.
8. Bát nữ (1760 - ?), mẹ là Mã thị, hạ giá lấy Hoàng Văn Quân (黄文钧) của tộc Hoàng Giai thị.
9. Cửu nữ (1770 - 1788), mẹ là Hùng thị, chưa kết hôn.
10. Thập nữ (1771), chết non, mẹ là Vương thị.

## Phả hệ Thành Bối lặc
|                                                                    |                                                                    |                                                                    |                                                                    |                                                                    |                                                                    |  |  |  |  |  |  |                                                            |                                                            |                                                            |                                                            |                                                            |                                                            |  |  |  |  |  |  |                                                           |                                                           |                                                           |                                                           | Quá kế                                                    |                                                           |  |  |  |  |  |  |  |  |  |  |  |  |  |  |  |  |  |  |  |  |
|                                                                    |                                                                    |                                                                    |                                                                    |                                                                    |                                                                    |  |  |  |  |  |  | Bối lặc (hàm Quận vương) Doãn Kỳ 1714 - 1730 - 1785        |                                                            |                                                            |                                                            |                                                            |                                                            |  |  |  |  |  |  |                                                           |                                                           |                                                           |                                                           |                                                           |                                                           |  |  |  |  |  |  |  |  |  |  |  |  |  |  |  |  |  |  |  |  |
|                                                                    |                                                                    |                                                                    |                                                                    |                                                                    |                                                                    |  |  |  |  |  |  |                                                            |                                                            |                                                            |                                                            |                                                            |                                                            |  |  |  |  |  |  |                                                           |                                                           |                                                           |                                                           |                                                           |                                                           |  |  |  |  |  |  |  |  |  |  |  |  |  |  |  |  |  |  |  |  |
|                                                                    |                                                                    |                                                                    |                                                                    |                                                                    |                                                                    |  |  |  |  |  |  | Bối tử (hàm Bối lặc) Hoằng Khiêm (弘謙) 1764 - 1785 - 1815 |                                                            |                                                            |                                                            |                                                            |                                                            |  |  |  |  |  |  |                                                           |                                                           |                                                           |                                                           |                                                           |                                                           |  |  |  |  |  |  |  |  |  |  |  |  |  |  |  |  |  |  |  |  |
|                                                                    |                                                                    |                                                                    |                                                                    |                                                                    |                                                                    |  |  |  |  |  |  |                                                            |                                                            |                                                            |                                                            |                                                            |                                                            |  |  |  |  |  |  |                                                           |                                                           |                                                           |                                                           |                                                           |                                                           |  |  |  |  |  |  |  |  |  |  |  |  |  |  |  |  |  |  |  |  |
|                                                                    |                                                                    |                                                                    |                                                                    |                                                                    |                                                                    |  |  |  |  |  |  | Phụng ân Trấn quốc công Vĩnh Khang 1787 - 1815 - 1858      |                                                            |                                                            |                                                            |                                                            |                                                            |  |  |  |  |  |  |                                                           |                                                           |                                                           |                                                           |                                                           |                                                           |  |  |  |  |  |  |  |  |  |  |  |  |  |  |  |  |  |  |  |  |
|                                                                    |                                                                    |                                                                    |                                                                    |                                                                    |                                                                    |  |  |  |  |  |  |                                                            |                                                            |                                                            |                                                            |                                                            |                                                            |  |  |  |  |  |  |                                                           |                                                           |                                                           |                                                           |                                                           |                                                           |  |  |  |  |  |  |  |  |  |  |  |  |  |  |  |  |  |  |  |  |
|                                                                    |                                                                    |                                                                    |                                                                    |                                                                    |                                                                    |  |  |  |  |  |  |                                                            |                                                            |                                                            |                                                            |                                                            |                                                            |  |  |  |  |  |  |                                                           |                                                           |                                                           |                                                           |                                                           |                                                           |  |  |  |  |  |  |  |  |  |  |  |  |  |  |  |  |  |  |  |  |
| Bất nhập Bát phân Phụ quốc công Miên Anh (綿英) 1818 - 1858 - 1865 | Bất nhập Bát phân Phụ quốc công Miên Anh (綿英) 1818 - 1858 - 1865 | Bất nhập Bát phân Phụ quốc công Miên Anh (綿英) 1818 - 1858 - 1865 | Bất nhập Bát phân Phụ quốc công Miên Anh (綿英) 1818 - 1858 - 1865 | Bất nhập Bát phân Phụ quốc công Miên Anh (綿英) 1818 - 1858 - 1865 | Bất nhập Bát phân Phụ quốc công Miên Anh (綿英) 1818 - 1858 - 1865 |  |  |  |  |  |  | Tam đẳng Phụ quốc Tướng quân Miên Khánh 1819 - 1865 - 1874 | Tam đẳng Phụ quốc Tướng quân Miên Khánh 1819 - 1865 - 1874 | Tam đẳng Phụ quốc Tướng quân Miên Khánh 1819 - 1865 - 1874 | Tam đẳng Phụ quốc Tướng quân Miên Khánh 1819 - 1865 - 1874 | Tam đẳng Phụ quốc Tướng quân Miên Khánh 1819 - 1865 - 1874 | Tam đẳng Phụ quốc Tướng quân Miên Khánh 1819 - 1865 - 1874 |  |  |  |  |  |  | Tam đẳng Phụ quốc Tướng quân Miên Hanh (綿亨) 1820 - 1854 | Tam đẳng Phụ quốc Tướng quân Miên Hanh (綿亨) 1820 - 1854 | Tam đẳng Phụ quốc Tướng quân Miên Hanh (綿亨) 1820 - 1854 | Tam đẳng Phụ quốc Tướng quân Miên Hanh (綿亨) 1820 - 1854 | Tam đẳng Phụ quốc Tướng quân Miên Hanh (綿亨) 1820 - 1854 | Tam đẳng Phụ quốc Tướng quân Miên Hanh (綿亨) 1820 - 1854 |  |  |  |  |  |  |  |  |  |  |  |  |  |  |  |  |  |  |  |  |
| Bất nhập Bát phân Phụ quốc công Miên Anh (綿英) 1818 - 1858 - 1865 | Bất nhập Bát phân Phụ quốc công Miên Anh (綿英) 1818 - 1858 - 1865 | Bất nhập Bát phân Phụ quốc công Miên Anh (綿英) 1818 - 1858 - 1865 | Bất nhập Bát phân Phụ quốc công Miên Anh (綿英) 1818 - 1858 - 1865 | Bất nhập Bát phân Phụ quốc công Miên Anh (綿英) 1818 - 1858 - 1865 | Bất nhập Bát phân Phụ quốc công Miên Anh (綿英) 1818 - 1858 - 1865 |  |  |  |  |  |  | Tam đẳng Phụ quốc Tướng quân Miên Khánh 1819 - 1865 - 1874 | Tam đẳng Phụ quốc Tướng quân Miên Khánh 1819 - 1865 - 1874 | Tam đẳng Phụ quốc Tướng quân Miên Khánh 1819 - 1865 - 1874 | Tam đẳng Phụ quốc Tướng quân Miên Khánh 1819 - 1865 - 1874 | Tam đẳng Phụ quốc Tướng quân Miên Khánh 1819 - 1865 - 1874 | Tam đẳng Phụ quốc Tướng quân Miên Khánh 1819 - 1865 - 1874 |  |  |  |  |  |  | Tam đẳng Phụ quốc Tướng quân Miên Hanh (綿亨) 1820 - 1854 | Tam đẳng Phụ quốc Tướng quân Miên Hanh (綿亨) 1820 - 1854 | Tam đẳng Phụ quốc Tướng quân Miên Hanh (綿亨) 1820 - 1854 | Tam đẳng Phụ quốc Tướng quân Miên Hanh (綿亨) 1820 - 1854 | Tam đẳng Phụ quốc Tướng quân Miên Hanh (綿亨) 1820 - 1854 | Tam đẳng Phụ quốc Tướng quân Miên Hanh (綿亨) 1820 - 1854 |  |  |  |  |  |  |  |  |  |  |  |  |  |  |  |  |  |  |  |  |
|                                                                    |                                                                    |                                                                    |                                                                    |                                                                    |                                                                    |  |  |  |  |  |  |                                                            |                                                            |                                                            |                                                            |                                                            |                                                            |  |  |  |  |  |  |                                                           |                                                           |                                                           |                                                           |                                                           |                                                           |  |  |  |  |  |  |  |  |  |  |  |  |  |  |  |  |  |  |  |  |
|                                                                    |                                                                    |                                                                    |                                                                    |                                                                    |                                                                    |  |  |  |  |  |  | Phụ quốc Tướng quân Dịch Quang (奕光) 1842 - 1874 - 1891   |                                                            |                                                            |                                                            |                                                            |                                                            |  |  |  |  |  |  |                                                           |                                                           |                                                           |                                                           |                                                           |                                                           |  |  |  |  |  |  |  |  |  |  |  |  |  |  |  |  |  |  |  |  |
|                                                                    |                                                                    |                                                                    |                                                                    |                                                                    |                                                                    |  |  |  |  |  |  |                                                            |                                                            |                                                            |                                                            |                                                            |                                                            |  |  |  |  |  |  |                                                           |                                                           |                                                           |                                                           |                                                           |                                                           |  |  |  |  |  |  |  |  |  |  |  |  |  |  |  |  |  |  |  |  |
|                                                                    |                                                                    |                                                                    |                                                                    |                                                                    |                                                                    |  |  |  |  |  |  | Phụ quốc Tướng quân Tái Phân (載玢) 1865 - 1891 - 1907     |                                                            |                                                            |                                                            |                                                            |                                                            |  |  |  |  |  |  |                                                           |                                                           |                                                           |                                                           |                                                           |                                                           |  |  |  |  |  |  |  |  |  |  |  |  |  |  |  |  |  |  |  |  |
|                                                                    |                                                                    |                                                                    |                                                                    |                                                                    |                                                                    |  |  |  |  |  |  |                                                            |                                                            |                                                            |                                                            |                                                            |                                                            |  |  |  |  |  |  |                                                           |                                                           |                                                           |                                                           |                                                           |                                                           |  |  |  |  |  |  |  |  |  |  |  |  |  |  |  |  |  |  |  |  |
|                                                                    |                                                                    |                                                                    |                                                                    |                                                                    |                                                                    |  |  |  |  |  |  | Phụ quốc Tướng quân Phổ Dụ (溥裕) 1890 - 1907 - 1912       |                                                            |                                                            |                                                            |                                                            |                                                            |  |  |  |  |  |  |                                                           |                                                           |                                                           |                                                           |                                                           |                                                           |  |  |  |  |  |  |  |  |  |  |  |  |  |  |  |  |  |  |  |  |